# Dyskografia Nasa
Artykuł przedstawia dyskografię amerykańskiego rapera o pseudonimie artystycznym Nas. Zawiera ona albumy studyjne w ilości 10, kompilacje, single oraz teledyski czy występy gościnne.
Syn muzyka jazzowego Olu Dara, po opuszczeniu szkoły w 1991 r. rozpoczął działalność muzyczną. Udzielił się gościnnie w utworze „Live at the Barbeque” z albumu Breaking Atoms, zespołu hip-hopowego Main Source. Rok później gościł na ścieżce dźwiękowej do filmu Zebrahead z utworem „Halftime”. Wkrótce potem podpisał kontrakt muzyczny z wydawcą Columbia Records i w 1994 roku wydał debiutancki album zatytułowany Illmatic. Znajdująca się na nim piosenka pt. „Halftime” została zatwierdzona jako platyna. Dwa lata później ukazał się następny studyjny album pt. It Was Written. Płytę promowały single „If I Ruled the World (Imagine That)” z udziałem piosenkarki Lauryn Hill, „Street Dreams” i „The Message”. Drugi utwór promujący osiągnął sukces notując pozycję 22. na liście Billboard Hot 100 i miejsce pierwsze notowania Hot Rap Tracks. „Street Dreams” zdobyło certyfikat podwójnej platyny. Prawie trzy lata kazał sobie czekać raper na kolejne wydawnictwa, bowiem w 1999 roku wydał dwa solowe albumy zatytułowane kolejno I Am... i Nastradamus. Pierwsza płyta zdołała uzyskać status podwójnej platyny. Z niej pochodziły single, które zdołały dotrzeć do pierwszej dziesiątki listy przebojów Hot Rap Tracks. Nastradamus pomimo tego, że zdobył status platyny, był krytycznie oceniany.
W 2001 roku Jay-Z na swoim solowym projekcie pt. The Blueprint w utworze „Takeover” zdissował Nasa. Ten mu odpowiedział na kolejnej płycie zatytułowanej Stillmatic, w piosence „Ether”. Raper wydał kilka singli, z których dwa po raz kolejny znalazły się w pierwszej dziesiątce notowanych utworów rapowych. „Stillmatic” nawiązujący do debiutu muzycznego Nasa uplasował się na miejscu 5. notowania Billboard 200 ze sprzedażą ponad dwóch milionów egzemplarzy w Stanach Zjednoczonych.
13 grudnia 2002 roku odbyła się premiera szóstego studyjnego albumu pt. God’s Son. Pochodzący z niego singel „I Can” zanotował pozycję dwunastą listy Billboard Hot 100. W 2004 roku ukazał się dwupłytowy album zatytułowany Street’s Disciple. Sprzedaż w pierwszym tygodniu przekroczyła 230 000 egzemplarzy. Niespełna rok po premierze tytuł uzyskał status platynowej płyty. W październiku 2005 roku na jednym z koncertów, raper wspólnie z Jayem-Z zagrał utwór „I Declare War”, będący zakończeniem konfliktu trwającego od 2001 roku. Wkrótce potem Nas dołączył do wytwórni Def Jam Recordings. Końcem grudnia 2006 roku odbyła się premiera ósmego solowego projektu pt. Hip Hop Is Dead. Tytuł choć kontrowersyjny zadebiutował na szczycie notowania Billboard 200 ze sprzedażą ponad 355 000 nośników w pierwszym tygodniu. Płyta otrzymała nominację w kategorii Best Rap Album na rozdaniu nagród Grammy w 2008 roku.
15 lipca 2008 r. odbyła się premiera albumu pt. Untitled. Raper chciał, aby tytuł płyty brzmiał Nigger, ale pomysł nie został dopuszczony. Była to forma protestu. Pierwszym singlem został utwór „Hero” z udziałem wokalistki Keri Hilson. Ostatnią piosenką promującą płytę była „Make the World Go Round” z udziałem The Game’a i piosenkarza Chrisa Browna. Pomimo słabych singli, tytuł zadebiutował na pierwszym miejscu Billboard 200 ze sprzedażą ponad 187 000 egzemplarzy. Płyta zebrała dobre recenzje. Kolejny projekt pt. Life is Good wydano 17 lipca 2012 roku.

## Albumy

### Solowe
| Tytuł                                      | Informacje dot. albumu                                                                                 | Najwyższa pozycja | Najwyższa pozycja | Najwyższa pozycja | Najwyższa pozycja | Najwyższa pozycja | Najwyższa pozycja | Najwyższa pozycja | Najwyższa pozycja | Najwyższa pozycja | Najwyższa pozycja | Certyfikacje                              | Sprzedaż        |
| Tytuł                                      | Informacje dot. albumu                                                                                 | US                | US R&B            | US Rap            | CAN               | FRA               | GER               | NL                | NOR               | SWI               | UK                | Certyfikacje                              | Sprzedaż        |
| ------------------------------------------ | --- | ----------------- | ----------------- | ----------------- | ----------------- | ----------------- | ----------------- | ----------------- | ----------------- | ----------------- | ----------------- | ----------------------------------------- | --------------- |
| Illmatic                                   | - Data wydania: 19 kwietnia 1994 - Wydawca: Columbia - Format: CD, LP, CS, digital download            | 12                | 2                 | –                 | 52                | –                 | –                 | –                 | –                 | –                 | –                 | - RIAA: Platyna - MC: Złoto               | - US: 1.184.000 |
| It Was Written                             | - Data wydania: 2 lipca 1996 - Wydawca: Columbia - Format: CD, LP, CS, digital download                | 1                 | 1                 | –                 | 8                 | 7                 | 16                | 16                | 10                | 25                | 38                | - RIAA: 2x platyna - MC: Platyna          | - US: 2.494.000 |
| I Am...                                    | - Data wydania: 6 kwietnia 1999 - Wydawca: Columbia - Format: CD, LP, CS, digital download             | 1                 | 1                 | –                 | 2                 | 23                | 16                | 61                | 34                | 38                | 31                | - RIAA: 2x platyna - MC: Platyna          | - US: 2.107.000 |
| Nastradamus                                | - Data wydania: 23 listopada 1999 - Wydawca: Ill Will, Columbia - Format: CD, LP, CS, digital download | 7                 | 2                 | –                 | 27                | –                 | 45                | 90                | –                 | 92                | 90                | - RIAA: Platyna - MC: Złoto               | - US: 1.238.000 |
| Stillmatic                                 | - Data wydania: 18 grudnia 2001 - Wydawca: Ill Will, Columbia - Format: CD, LP, CS, digital download   | 5                 | 1                 | –                 | –                 | 124               | 64                | 40                | –                 | 56                | 92                | - RIAA: 2x platyna - MC: Platyna          | - US: 2.026.000 |
| God’s Son                                  | - Data wydania: 13 grudnia 2002 - Wydawca: Ill Will, Columbia - Format: CD, LP, CS, digital download   | 12                | 1                 | –                 | –                 | 46                | 89                | 42                | –                 | 56                | 57                | - RIAA: Platyna - BPI: Srebro - MC: Złoto | - US: 1.303.000 |
| Street’s Disciple                          | - Data wydania: 30 listopada 2004 - Wydawca: Ill Will, Columbia - Format: CD, LP, digital download     | 5                 | 2                 | 2                 | –                 | 54                | –                 | 82                | 40                | 27                | 45                | - RIAA: Platyna - BPI: Srebro - MC: Złoto | - US: 1.303.000 |
| Hip Hop Is Dead                            | - Data wydania: 19 grudnia 2006 - Wydawca: Def Jam - Format: CD, LP, digital download                  | 1                 | 1                 | 1                 | –                 | 89                | –                 | 95                | –                 | 22                | 68                | - RIAA: Złoto                             | - US: 759.000   |
| Untitled                                   | - Data wydania: 15 lipca 2008 - Wydawca: Def Jam - Format: CD, LP, digital download                    | 1                 | 1                 | 1                 | 5                 | 45                | –                 | –                 | 31                | 10                | 23                | - RIAA: Złoto                             | - US: 559.000   |
| Life is Good                               | - Data wydania: 17 lipca 2012 - Wydawca: Def Jam - Format: CD, LP, digital download                    | 1                 | 1                 | 1                 | 2                 | 33                | 24                | 27                | 16                | 8                 | 8                 |                                           | - US: 337.686   |
| Nasir                                      | - Data wydania: 15 czerwca 2018 - Wydawca: Mass Appeal, Def Jam - Format: CD, LP, digital download     | –                 | –                 | –                 | –                 | –                 | –                 | –                 | –                 | –                 | –                 |                                           |                 |
| „–” oznacza, że pozycja nie była notowana. | |                   |                   |                   |                   |                   |                   |                   |                   |                   |                   |                                           |                 |

### Wspólne
| Tytuł                                                            | Informacje dot. albumu                                                                                            | Najwyższa pozycja | Najwyższa pozycja | Najwyższa pozycja | Najwyższa pozycja | Najwyższa pozycja | Najwyższa pozycja | Najwyższa pozycja | Najwyższa pozycja | Najwyższa pozycja | Najwyższa pozycja | Certyfikacje                |
| Tytuł                                                            | Informacje dot. albumu                                                                                            | US                | US R&B            | US Rap            | CAN               | FRA               | IRE               | NL                | NOR               | SWI               | UK                | Certyfikacje                |
| ---------------------------------------------------------------- | --- | ----------------- | ----------------- | ----------------- | ----------------- | ----------------- | ----------------- | ----------------- | ----------------- | ----------------- | ----------------- | --------------------------- |
| The Firm: The Album (z The Firm)                                 | - Data wydania: 21 października 1997 - Wydawca: Aftermath, Interscope, MCA - Format: CD, LP, CS, digital download | 1                 | 1                 | –                 | 8                 | 54                | –                 | 51                | –                 | –                 | 82                | - RIAA: Platyna - MC: Złoto |
| Nas & Ill Will Records Presents QB’s Finest (z Ill Will Records) | - Data wydania: 21 listopada 2000 - Wydawca: Ill Will, Columbia - Format: CD, LP, CS, digital download            | 53                | 10                | –                 | –                 | –                 | –                 | –                 | –                 | –                 | –                 | - RIAA: Złoto               |
| Distant Relatives (z Damianem Marleyem)                          | - Data wydania: 18 maja 2010 - Wydawca: Universal Republic, Def Jam - Format: CD, digital download                | 5                 | 1                 | 1                 | 9                 | 27                | 81                | 65                | 32                | 11                | 30                |                             |
| „–” oznacza, że pozycja nie była notowana.                       | |                   |                   |                   |                   |                   |                   |                   |                   |                   |                   |                             |

### Minialbumy
| From Illmatic to Stillmatic: The Remixes   | - Data wydania: 2 lipca 2002 - Wydawca: Ill Will, Columbia - Format: CD, LP, digital download | 123 | 32 |
| „–” oznacza, że pozycja nie była notowana. |                                                                                               |     |    |

### Kompilacje
| The Lost Tapes                             | - Data wydania: 24 września 2002 - Wydawca: Ill Will, Columbia - Format: CD, LP, CS, digital download | 10  | 3  | –  | 104 | 50 | 124 |
| Greatest Hits                              | - Data wydania: 6 listopada 2007 - Wydawca: Columbia - Format: CD, digital download                   | 124 | 20 | 11 | –   | –  | 150 |
| „–” oznacza, że pozycja nie była notowana. | |     |    |    |     |    |     |

### Mixtape’y
| Tytuł                                       | Informacje dot. albumu                                                                      |
| ------------------------------------------- | ------------------------------------------------------------------------------------------- |
| The Prophecy, Vol 1                         | - Data wydania: 2006 - Wydawca: Clematis, Def Jam - Format: CD                              |
| The Prophecy, Vol 2: The Beginning of the N | - Data wydania: 28 stycznia 2008 - Wydawca: brak, własne wydanie - Format: Digital download |
| The Nigger Tape                             | - Data wydania: 9 czerwca 2008 - Wydawca: Invasion - Format: Digital download               |

## Single

### Solowe
| Tytuł                                                         | Rok  | Najwyższa pozycja | Najwyższa pozycja | Najwyższa pozycja | Najwyższa pozycja | Najwyższa pozycja | Najwyższa pozycja | Najwyższa pozycja | Najwyższa pozycja | Najwyższa pozycja | Certyfikacje  | Album                   |
| Tytuł                                                         | Rok  | US                | US R&B            | US Rap            | FRA               | GER               | NL                | NZ                | SWI               | UK                | Certyfikacje  | Album                   |
| ------------------------------------------------------------- | ---- | ----------------- | ----------------- | ----------------- | ----------------- | ----------------- | ----------------- | ----------------- | ----------------- | ----------------- | ------------- | ----------------------- |
| „Halftime”                                                    | 1992 | –                 | 25                | 8                 | –                 | –                 | –                 | –                 | –                 | –                 |               | Zebrahead & Illmatic    |
| „It Ain’t Hard to Tell”                                       | 1994 | 91                | 57                | 13                | –                 | –                 | –                 | –                 | –                 | 64                |               | Illmatic                |
| „The World is Yours”                                          | 1994 | 114               | 67                | 27                | –                 | –                 | –                 | –                 | –                 | –                 |               | Illmatic                |
| „Life’s a Bitch” (featuring AZ & Olu Dara)                    | 1994 | –                 | –                 | –                 | –                 | –                 | –                 | –                 | –                 | –                 |               | Illmatic                |
| „One Love” (featuring Q-Tip)                                  | 1994 | –                 | 106               | 24                | –                 | –                 | –                 | –                 | –                 | –                 |               | Illmatic                |
| „If I Ruled the World (Imagine That)” (featuring Lauryn Hill) | 1996 | 16                | 7                 | 5                 | 4                 | 4                 | 9                 | 2                 | 7                 | 12                | - BVMI: Złoto | It Was Written          |
| „Street Dreams”                                               | 1996 | 22                | 18                | 1                 | –                 | –                 | –                 | 39                | –                 | 12                | - RIAA: Złoto | It Was Written          |
| „The Message”                                                 | 1996 | –                 | –                 | –                 | 19                | –                 | –                 | –                 | –                 | –                 |               | It Was Written          |
| „Escobar ’97”                                                 | 1997 | –                 | –                 | –                 | –                 | –                 | –                 | –                 | –                 | –                 |               | Men in Black: The Album |
| „In Too Deep” (featuring Nature)                              | 1999 | –                 | –                 | 31                | –                 | –                 | –                 | –                 | –                 | –                 |               | In Too Deep             |
| „Nas Is Like”                                                 | 1999 | 86                | 30                | 3                 | –                 | –                 | –                 | –                 | –                 | 14                |               | I Am…                   |
| „Hate Me Now” (featuring Puff Daddy)                          | 1999 | 62                | 18                | 8                 | –                 | 11                | 11                | –                 | 30                | 14                |               | I Am…                   |
| „Nastradamus”                                                 | 1999 | 92                | 27                | 4                 | –                 | –                 | 72                | –                 | –                 | 24                |               | Nastradamus             |
| „You Owe Me” (featuring Ginuwine)                             | 2000 | 59                | 13                | –                 | –                 | –                 | 100               | –                 | –                 | –                 |               | Nastradamus             |
| „Rule” (featuring Amerie)                                     | 2001 | –                 | 67                | –                 | –                 | –                 | –                 | –                 | –                 | –                 |               | Stillmatic              |
| „Got Ur Self A...”                                            | 2001 | 87                | 5                 | 2                 | –                 | 62                | 24                | –                 | 38                | 30                |               | Stillmatic              |
| „One Mic”                                                     | 2002 | 43                | 14                | 7                 | –                 | –                 | 12                | –                 | –                 | –                 |               | Stillmatic              |
| „Made You Look”                                               | 2003 | 32                | 12                | 2                 | –                 | –                 | –                 | –                 | –                 | 27                |               | God’s Son               |
| „I Can”                                                       | 2003 | 12                | 7                 | 6                 | 72                | 53                | 46                | –                 | 43                | 19                |               | God’s Son               |
| „Get Down”                                                    | 2003 | –                 | 76                | –                 | –                 | –                 | –                 | –                 | –                 | 108               |               | God’s Son               |
| „Thief's Theme”                                               | 2004 | –                 | 60                | –                 | –                 | –                 | –                 | –                 | –                 | –                 |               | Street’s Disciple       |
| „Bridging the Gap” (featuring Olu Dara)                       | 2004 | 94                | 49                | –                 | –                 | –                 | –                 | –                 | –                 | 18                |               | Street’s Disciple       |
| „Just a Moment” (featuring Quan)                              | 2005 | 117               | 52                | 24                | –                 | –                 | –                 | –                 | –                 | –                 |               | Street’s Disciple       |
| „Hip Hop Is Dead” (featuring will.i.am)                       | 2006 | 41                | 48                | 25                | –                 | 84                | –                 | 28                | –                 | 35                |               | Hip Hop Is Dead         |
| „Can’t Forget About You” (featuring Chrisette Michele)        | 2007 | –                 | 46                | –                 | –                 | –                 | –                 | –                 | –                 | –                 |               | Hip Hop Is Dead         |
| „Hero” (featuring Keri Hilson)                                | 2008 | 97                | 82                | –                 | –                 | –                 | –                 | –                 | 70                | 70                |               | Untitled                |
| „Make the World Go Round” (featuring The Game & Chris Brown)  | 2008 | –                 | 122               | –                 | –                 | –                 | –                 | –                 | –                 | –                 |               | Untitled                |
| „Nasty”                                                       | 2011 | –                 | –                 | –                 | –                 | –                 | –                 | –                 | –                 | –                 |               | Life Is Good            |
| „The Don”                                                     | 2012 | –                 | –                 | –                 | –                 | –                 | –                 | –                 | –                 | 158               |               | Life Is Good            |
| „Daughters „                                                  | 2012 | –                 | 78                | –                 | –                 | –                 | –                 | –                 | –                 | –                 |               | Life Is Good            |
| „–” oznacza, że pozycja nie była notowana.                    |      |                   |                   |                   |                   |                   |                   |                   |                   |                   |               |                         |

### Wspólne
| „East Coast West Coast Killas” (z RBX, KRS-One & B-Real)                                                          | 1996 | –   | –  | –  | –  | –  | –  | Dr. Dre Presents the Aftermath              |
| „Firm Biz” (z AZ & Foxy Brown featuring Dawn Robinson)                                                            | 1997 | –   | 56 | 28 | –  | –  | –  | The Firm: The Album                         |
| „I've Got to Have It” (z Jermaine Dupri featuring Monica)                                                         | 2000 | –   | 67 | 15 | 76 | –  | –  | Big Momma's House                           |
| „Da Bridge 2001” (z Capone, Cormega, Marley Marl, MC Shan, Millennium Thug, Mobb Deep, Nature, & Tragedy Khadafi) | 2000 | –   | 96 | 17 | –  | –  | –  | Nas & Ill Will Records Presents QB’s Finest |
| „Oochie Wally” (z Bravehearts)                                                                                    | 2001 | 26  | 11 | 2  | –  | 11 | 30 | Nas & Ill Will Records Presents QB’s Finest |
| „What’s Going On” (z Artists Against AIDS Worldwide)                                                              | 2001 | –   | 76 | –  | –  | –  | –  | What’s Going On: All-Star Tribute           |
| „Classic (Better Than I’ve Ever Been)” (z Kanye West, KRS-One, & Rakim)                                           | 2007 | –   | –  | –  | –  | –  | –  | Non-album single                            |
| „As We Enter” (z Damian Marley)                                                                                   | 2010 | 116 | –  | –  | –  | –  | 39 | Distant Relatives                           |
| „Strong Will Continue” (z Damian Marley)                                                                          | 2010 | –   | –  | –  | –  | –  | –  | Distant Relatives                           |
| „My Generation” (z Damian Marley featuring Joss Stone & Lil Wayne)                                                | 2010 | –   | –  | –  | –  | –  | –  | Distant Relatives                           |
| „–” oznacza, że pozycja nie była notowana.                                                                        |      |     |    |    |    |    |    |                                             |

### Gościnne
| „Fast Life” (Kool G Rap featuring Nas)                                          | 1995 | 74  | 42  | 7  | –  | –   |                 | 4,5,6                        |
| „Gimme Yours” (AZ featuring Nas)                                                | 1995 | 115 | 50  | 17 | –  | –   |                 | Doe or Die                   |
| „Head Over Heels” (Allure featuring Nas)                                        | 1997 | 35  | 17  | –  | –  | 18  | - RIAA: Złoto   | Allure                       |
| „Love Is All We Need” (Mary J. Blige featuring Nas)                             | 1997 | 28  | 2   | –  | –  | 15  |                 | Share My World               |
| „The Grand Finale” (DMX featuring Method Man, Nas & Ja Rule)                    | 1998 | 117 | 63  | 18 | –  | –   |                 | Belly                        |
| „Hot Boyz” (Missy Elliott featuring Lil’ Mo, Nas, Eve & Q-Tip)                  | 1999 | 5   | 1   | 1  | –  | 18  | - RIAA: Platyna | Da Real World                |
| „Did You Ever Think” (R. Kelly featuring Nas)                                   | 1999 | 7   | 2   | –  | 11 | 20  |                 | R.                           |
| „It's Mine” (Mobb Deep featuring Nas)                                           | 1999 | –   | 71  | 25 | –  | –   |                 | Murda Muzik                  |
| „Sincerity” (Mary J. Blige featuring DMX & Nas)                                 | 1999 | –   | 72  | –  | –  | –   |                 | Mary                         |
| „The Ultimate High” (Nature featuring Nas)                                      | 2000 | –   | 118 | 20 | –  | –   |                 | For All Seasons              |
| „Thank God I Found You (Make It Last Remix)” (Mariah Carey & Joe featuring Nas) | 2000 | 1   | 1   | –  | 27 | 10  | - RIAA: Gold    | My Name Is Joe               |
| „I’m Gonna Be Alright” (Track Masters Remix) (Jennifer Lopez featuring Nas)     | 2002 | 10  | 32  | –  | 16 | 3   | - ARIA: Złoto   | J to tha L–O! The Remixes    |
| „I Got It 2” (Jagged Edge featuring Nas)                                        | 2002 | 103 | 34  | –  | –  | –   |                 | Jagged Little Thrill         |
| „Thugz Mansion” (2Pac featuring Nas & J. Phoenix)                               | 2002 | 19  | 10  | 4  | 26 | 24  |                 | Better Dayz                  |
| „Too Much for Me” (DJ Kayslay featuring Nas, Foxy Brown, Birdman & Amerie)      | 2003 | –   | 57  | –  | –  | –   |                 | The Streetsweeper, Vol. 1    |
| „Situations” (Bravehearts featuring Nas & Jully Black)                          | 2003 | –   | 120 | –  | –  | –   |                 | Bravehearted                 |
| „Quick to Back Down” (Bravehearts featuring Nas & Lil Jon)                      | 2003 | –   | 48  | –  | –  | –   |                 | Bravehearted                 |
| „In Public” (Kelis featuring Nas)                                               | 2005 | –   | –   | –  | –  | 17  |                 | Tasty                        |
| „Blackout” (Mashonda featuring Nas)                                             | 2005 | –   | 34  | –  | –  | –   |                 | January Joy                  |
| „Road to Zion” (Damian Marley featuring Nas)                                    | 2006 | –   | 57  | –  | –  | –   |                 | Welcome to Jamrock           |
| „Blindfold Me” (Kelis featuring Nas)                                            | 2006 | –   | 91  | –  | –  | –   |                 | Kelis Was Here               |
| „My President” (Young Jeezy featuring Nas)                                      | 2008 | 53  | 45  | 13 | –  | –   |                 | The Recession                |
| „Too Many Rappers” (Beastie Boys featuring Nas)                                 | 2009 | 93  | –   | –  | –  | 134 |                 | Hot Sauce Committee Part Two |
| „Fall in Love” (Estelle featuring Nas)                                          | 2010 | –   | 71  | –  | –  | –   |                 | All of Me                    |
| „Ghetto Dreams” (Common featuring Nas)                                          | 2011 | –   | –   | –  | –  | –   |                 | The Dreamer/The Believer     |
| „So Fresh” (CJ Hilton featuring Nas)                                            | 2011 | –   | 50  | –  | –  | –   |                 | Cold Summer EP               |
| „Blame” (K'La featuring Nas)                                                    | 2012 | –   | 92  | –  | –  | –   |                 | b.d.                         |
| „–” oznacza, że pozycja nie była notowana.                                      | 2012 |     |     |    |    |     |                 |                              |

### Promocyjne
| Tytuł                                      | Rok  | Album           |
| ------------------------------------------ | ---- | --------------- |
| „Where Y'all At”                           | 2006 | Hip Hop Is Dead |
| „Be a Nigger Too”                          | 2008 | Untitled        |
| „Accident Murderers” (featuring Rick Ross) | 2012 | Life is Good    |
| „Loco-Motive” (featuring Large Professor)  | 2012 | Life is Good    |

### Inne notowane utwory
| „Affirmative Action” (featuring AZ, Cormega & Foxy Brown)             | 1996 | –   | 78  | It Was Written                             |
| „You Won't See Me Tonight” (featuring Aaliyah)                        | 1999 | 121 | 44  | I Am...                                    |
| „K-I-S-S-I-N-G”                                                       | 1999 | –   | 50  | I Am...                                    |
| „Ether”                                                               | 2001 | –   | 50  | Stillmatic                                 |
| „You're Da Man”                                                       | 2002 | –   | 76  | Stillmatic                                 |
| „Heaven” (featuring Jully Black)                                      | 2003 | –   | 118 | God’s Son                                  |
| „Last Real Nigga Alive”                                               | 2003 | –   | 120 | God’s Son                                  |
| „Nas' Angels...The Flyest” (featuring Pharrell)                       | 2003 | –   | 72  | Charlie’s Angels: Full Throttle            |
| „Streets of New York” (Alicia Keys featuring Nas & Rakim)             | 2003 | –   | 122 | The Diary of Alicia Keys                   |
| „You Know My Style”                                                   | 2004 | –   | 63  | Street’s Disciple                          |
| „Virgo” (z Ludacris, featuring Doug E. Fresh)                         | 2004 | –   | 69  | The Red Light District & Street’s Disciple |
| „Where Y'all At”                                                      | 2006 | –   | 118 | Hip Hop Is Dead                            |
| „Black Republican” (featuring Jay-Z)                                  | 2006 | 124 | 102 | Hip Hop Is Dead                            |
| „Everything I Love” (Diddy featuring Nas & Cee Lo Green)              | 2006 | –   | 119 | Press Play                                 |
| „I Do It for Hip Hop” (Ludacris featuring Nas & Jay-Z)                | 2008 | –   | 89  | Theater of the Mind                        |
| „Outro” (Lil Wayne featuring Bun B, Nas, Shyne & Busta Rhymes)        | 2011 | 103 | –   | Tha Carter IV                              |
| „Summer On Smash” (featuring Swizz Beatz & Miguel)                    | 2012 | 120 | –   | Life Is Good                               |
| „Maybach Curtains” (Meek Mill featuring Nas, John Legend & Rick Ross) | 2012 | –   | 82  | Dreams & Nightmares                        |
| „–” oznacza, że pozycja nie była notowana.                            |      |     |     |                                            |

## Występy gościnne
| Rok  | Utwór                                          | Artysta                                                           | Album                                  |
| ---- | ---------------------------------------------- | ----------------------------------------------------------------- | -------------------------------------- |
| 1991 | „Live at the Barbeque”                         | Main Source                                                       | Breaking Atoms                         |
| 1992 | „Back to the Grill”                            | MC Serch                                                          | Return of the Product                  |
| 1994 | „One on One”                                   |                                                                   | Street Fighter Soundtrack              |
| 1994 | „Everyday Struggle (Remix)”                    | The Notorious B.I.G., K-Ci & JoJo                                 |                                        |
| 1995 | „Gimme Yours”, „Mo Money, Mo Murder Homicide”  | AZ                                                                | Doe or Die                             |
| 1995 | „Verbal Intercourse”                           | Raekwon                                                           | Only Built 4 Cuban Linx…               |
| 1995 | „Eye for a Eye (Your Beef Is Mines)”           | Mobb Deep                                                         | The Infamous                           |
| 1995 | „Fast Life”                                    | Kool G Rap                                                        | 4,5,6                                  |
| 1995 | „Affirmative Action (Saint-Denis Style Remix)” | Supreme NTM                                                       | Paris Sous Les Bombes                  |
| 1996 | „One Plus One”                                 | Large Professor                                                   | The LP                                 |
| 1996 | „Give It Up Fast”                              | Mobb Deep                                                         | Hell on Earth                          |
| 1996 | „La Familia”                                   | Foxy Brown                                                        | „I'll Be/La Familia” (Singel)          |
| 1996 | „East Coast/West Coast Killas”                 | Dr. Dre, Group Therapy (RBX, KRS-One, B-Real and Nas)             | Dr. Dre Presents the Aftermath         |
| 1997 | „Escobar ’97”                                  |                                                                   | Men in Black Soundtrack                |
| 1997 | „Head over Heels”                              | Allure                                                            | Allure                                 |
| 1997 | „Love Is All We Need”                          | Mary J. Blige                                                     | Share My World                         |
| 1997 | „Nas Skit”                                     | The Alkaholiks                                                    | Likwidation                            |
| 1997 | „Calm Down”                                    | Capone-n-Noreaga                                                  | „Capone Bone/Calm Down” (Singel)       |
| 1998 | „How Ya Livin'”                                | AZ                                                                | Pieces of a Man                        |
| 1998 | „John Blaze”                                   | Fat Joe                                                           | Don Cartagena                          |
| 1998 | „Soundtrack to the Streets”                    | Kid Capri                                                         | Soundtrack to the Streets              |
| 1998 | „Intro – Turn It Out”                          | Jermaine Dupri                                                    | Life in 1472                           |
| 1998 | „Body in the Trunk”                            | Noreaga                                                           | N.O.R.E.                               |
| 1998 | „Money Makes the World Go Round”               | R. Kelly                                                          | R.                                     |
| 1998 | „To My”                                        | Timbaland                                                         | Tim’s Bio: Life from da Bassment       |
| 1998 | „Daaboodaa Munks”                              | Armand Van Helden                                                 | Sampleslaya – Enter the Meatmarket     |
| 1998 | „Grand Finale”                                 | DMX, Method Man, Ja Rule                                          | Belly Soundtrack                       |
| 1998 | „Queensfinest”                                 | DJ Clue                                                           | The Professional                       |
| 1998 | „Blood Money (Part 2)”                         |                                                                   | Ride Soundtrack                        |
| 1999 | „I Really Want to Show You”                    | The Notorious B.I.G.                                              | Born Again                             |
| 1999 | „It's Mine”                                    | Mobb Deep                                                         | Murda Muzik                            |
| 1999 | „Where Do We Go from Here”                     | Master P                                                          | Only God Can Judge Me                  |
| 1999 | „Me & Nas Bring It to Your Hardest”            | Slick Rick                                                        | The Art of Storytelling                |
| 1999 | „You Made Me”                                  | Harlem World                                                      | The Movement                           |
| 1999 | „Esco Intro”, „Thugs Calm Down”, „Want It”     | E-Moneybags                                                       | In E-Moneybags We Trust                |
| 1999 | „M.O.M.M.Y.”                                   | Cha Cha                                                           | Dear Diary                             |
| 1999 | „Journey Through the Life”                     | Puff Daddy                                                        | Forever                                |
| 1999 | „Millennium Thug”                              | Funkmaster Flex & Big Kap                                         | The Tunnel                             |
| 1999 | „Did You Ever Think (remix)”                   | R. Kelly                                                          | „Did You Ever Think” (Singel)          |
| 1999 | „Thank God I Found You (Make It Last Remix)”   | Mariah Carey                                                      | „Thank God I Found You” (Singel)       |
| 1999 | „Hot Boyz (Remix)”                             | Missy Elliott                                                     | „Hot Boyz” (single)                    |
| 1999 | „Sincerity”                                    | Mary J. Blige                                                     | „Deep Inside” (single)                 |
| 2000 | „U Wanna Be Me”                                |                                                                   | 8 Mile Soundtrack                      |
| 2000 | „B EZ”                                         | Capone-n-Noreaga                                                  | The Reunion                            |
| 2000 | „The Ultimate High”                            | Nature                                                            | For All Seasons                        |
| 2000 | „Let My Niggas Live”                           | Wu-Tang Clan                                                      | The W                                  |
| 2000 | „Just Tryin' ta Live”                          | Devin the Dude                                                    | Just Tryin' Ta Live                    |
| 2000 | „Live from the Bridge”                         | DJ Clue                                                           | The Professional, Pt. 2                |
| 2000 | „I Can’t Take It (No More) (Remix)”            | 3LW                                                               | 3LW                                    |
| 2000 | „Queens Day”                                   | Run-D.M.C.                                                        | Crown Royal                            |
| 2001 | „Show Discipline”                              | Jadakiss                                                          | Kiss tha Game Goodbye                  |
| 2001 | „What’s Going On”                              | Artists Against AIDS Worldwide                                    | What’s Going On                        |
| 2001 | „Finer Things”                                 | Jon B.                                                            | Pleasures U Like                       |
| 2002 | „Who U Rep With”, „Too Hot”                    | 50 Cent                                                           | Guess Who’s Back?                      |
| 2002 | „Holla Back”                                   | Kool G Rap                                                        | The Giancana Story                     |
| 2002 | „The Essence”                                  | AZ                                                                | Aziatic                                |
| 2002 | „Stay Chisel”                                  | Large Professor                                                   | 1st Class                              |
| 2002 | „I’m Gonna Be Alright (Trackmsters Remix)”     | Jennifer Lopez                                                    | This Is Me... Then                     |
| 2002 | „In Between Us”                                | Scarface                                                          | The Fix                                |
| 2003 | „Play Me”                                      | Korn                                                              | Take a Look in the Mirror              |
| 2003 | „In Public”                                    | Kelis                                                             | Tasty                                  |
| 2003 | „Quick to Back Down”                           | Bravehearts, Lil Jon                                              | Bravehearted                           |
| 2004 | „Full Stop”                                    | Victoria Beckham                                                  | Open Your Eyes                         |
| 2004 | „Grand Finale”                                 | Lil Jon & The East Side Boyz, Bun B, Jadakiss, T.I., Ice Cube     | Crunk Juice                            |
| 2005 | „Can’t Fade Me”                                | Cassidy                                                           | I’m a Hustla                           |
| 2005 | „Tick Tock”                                    | The Alchemist                                                     | 1st Infantry                           |
| 2005 | „We Major”                                     | Kanye West                                                        | Late Registration                      |
| 2005 | „Living in Pain                                | The Notorious B.I.G., 2Pac, Mary J. Blige                         | Duets: The Final Chapter               |
| 2005 | „We March As Millions”                         |                                                                   | One Million Strong Vol. 2              |
| 2005 | „Escobar 2006”                                 | DJ Clue                                                           | Fidel Cashflow: The New Regime         |
| 2006 | „Blindfold Me”                                 | Kelis                                                             | Kelis Was Here                         |
| 2006 | „War”                                          | DJ Clue                                                           | The Professional, Pt. 3                |
| 2006 | „Don't Get Carried Away”                       | Busta Rhymes                                                      | The Big Bang                           |
| 2006 | „Music for Life”                               | Hi-Tek, J Dilla, Common, Marsha Ambrosius z Floetry, Busta Rhymes | Hi-Teknology 2: The Chip               |
| 2006 | „Everything I Love”                            | Diddy, Cee-Lo                                                     | Press Play                             |
| 2006 | „Choir Song”, „Money Machine”, „Level 7”       | Nashawn                                                           | Napalm                                 |
| 2007 | „Classic (Better Than I’ve Ever Been)”         | Kanye West, KRS-One, Rakim                                        | „Classic (Better Than I’ve Ever Been)” |
| 2007 | „I Want You (Remix)”                           | Lloyd & André 3000                                                | Street Love                            |
| 2007 | „Gun for Gun”                                  | Killah Priest                                                     | The Offering                           |
| 2007 | „Shakedown (Remix)”                            | Akon, Ali Vegas                                                   |                                        |
| 2007 | „Why You Hate The Game”                        | The Game & Marsha Ambrosius                                       | Doctor’s Advocate                      |
| 2007 | „Success”                                      | Jay-Z                                                             | American Gangster                      |
| 2008 | „Ghetto Rich (Remix)”                          | Rich Boy, Lil Wayne i John Legend                                 | Rich Boy                               |
| 2008 | „gangsta rap Made Me Do It (Remix)”            | Ice Cube & Scarface                                               | Raw Footage                            |
| 2008 | „Welcome 2 My Block (Clinton Sparks Remix)„    | Damian Marley, 2 Pac, Scarface                                    | ...                                    |
| 2009 | Topless                                        | Dr. Dre, T.I.                                                     | Detox                                  |
| 2009 | „Game of Love”                                 | Nat King Cole                                                     | Re: Generations                        |
| 2009 | „Usual Suspects”                               | Rick Ross, Kevin Cossom                                           | Deeper Than Rap                        |
| 2009 | „If I Ruled the World '09”                     | Smirnoff, Marsha Ambrosius                                        | Smirnoff: Signature Series             |
| 2009 | „What If”                                      | Jadakiss                                                          | The Last Kiss                          |
| 2009 | „Yacht Music”                                  | DJ Drama, Willie the Kid, Scarface, Marsha Ambrosius              | Gangsta Grillz: The Album (Vol. 2)     |
| 2009 | „Too Many Rappers”                             | Beastie Boys                                                      | Hot Sauce Committee, Pt. 1             |
| 2009 | „Why R You Remix”                              | Amerie, Jadakiss, Caine, Rick Ross                                | -                                      |
| 2010 | „Full Stop”                                    | Kelly Key                                                         | Studio K                               |
| 2010 | „Victory”                                      | DJ Khaled, John Legend                                            | Victory                                |